# E pluribus unum
E pluribus unum é o lema dos Estados Unidos, do município de Mongaguá, da equipa portuguesa de futebol Sport Lisboa e Benfica e da Polícia Civil de Minas Gerais (DEOESP). Traduzido do latim, significa "a partir de vários, um só espírito". Refere-se à integração das treze colônias independentes em um país unido, e ganhou um outro significado, da natureza pluralística da sociedade norte-americana devido à imigração. O lema foi escolhido pelo primeiro comitê do Grande Selo em 1776, no começo na Revolução americana. A sugestão veio de Pierre Eugene DuSimitiere. Em 1956, foi criado o lema In God We Trust, também um lema nacional.
A frase veio originalmente de Moretum, um poema escrito por Virgílio que tinha como assunto uma receita de salada. No texto do poema, color est e pluribus unus foi mencionado para descrever a mistura das cores em uma só. Este lema era bem conhecido pelos literários norte-americanos do século XVIII. Apareceu na revista Gentleman's Magazine, publicada mensalmente em Londres desde 1731. A legenda E pluribus unum era usada nas páginas de título dos volumes anuais que continham uma coleção das doze edições anuais da revista.

## Galeria

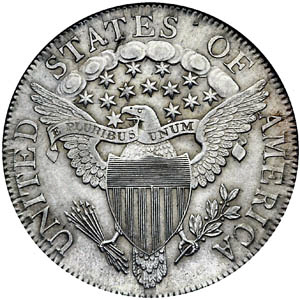
Meio dólar Draped Bust (reverso), 1807
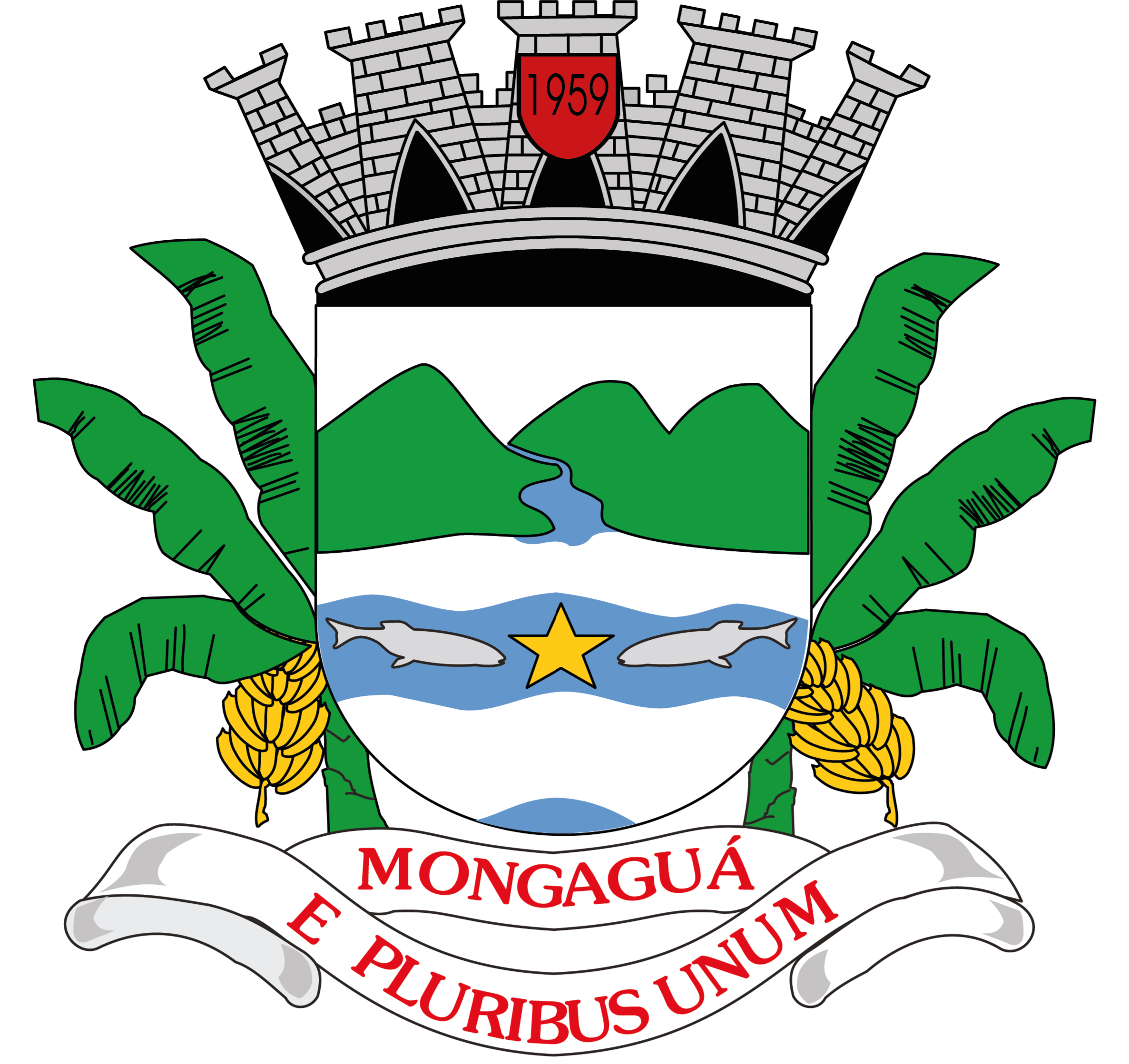
Brasão de Mongaguá